# Emmitsburg (Maryland)
Emmitsburgo (del inglés: Emmitsburg) es un pueblo ubicado en el condado de Frederick en el estado estadounidense de Maryland. En el año 2010 tenía una población de 2814 habitantes y una densidad poblacional de 562,8 personas por km².Se encuentra al norte del estado, limitando con Pensilvania.

## Geografía
Emmitsburgo se encuentra ubicado en las coordenadas 
39°42′17″N 77°19′31″O / 39.70472, -77.32528.

## Demografía
Según la Oficina del Censo en 2000 los ingresos medios por hogar en la localidad eran de $44.222 y los ingresos medios por familia eran $56.154. Los hombres tenían unos ingresos medios de $44.470 frente a los $31.250 para las mujeres. La renta per cápita para la localidad era de $23.234. Alrededor del 14,1% de la población estaba por debajo del umbral de pobreza.